# 강영웅
강영웅(한국 한자: 姜榮雄, 1999년 3월 4일 ~ )은 대한민국의 축구 선수로, 포지션은 공격수이다. 현재 K리그2 부산 아이파크외 부산아이파크 퓨처스 소속이다.

## 유소년 시절
부산에서 태어나 축구를 좋아하시는 아버지의 영향을 받아 선수 본인도 8살 때 부산 아이파크의 보급반에 취미로 축구를 배우다가 조금 더 전문적으로 축구를 배우고 싶다는 생각에 선수반 테스트를 통해 정식적으로 엘리트 축구를 시작하게 되었다. 이후 부산 아이파크의 연령별 팀을 모두 거쳤으며 주장 역할과 득점을 통해 팀의 해결사 역할을 책임 졌다.

## 플레이 스타일
어려서부터 부산 아이파크의 초중고 유스 시스템을 걸치면서 여러 대회에서 득점왕을 수상했으며 대학 리그에 와서도 권역 득점 2위를 기록할 정도를 득점 능력이 뛰어나다.
득점력 외에도 어려서부터 왜 직접 골을 안 넣고 왜 패스만 하냐는 말을 들을 정도로 연계 능력도 좋은 편이라 대학 리그에서는 중간에 잠시 세컨드 스트라이커로 포지션을 변경했었다.

## 수상 내역

### 대회 기록
개성고등학교 (2015 ~ 2017)
- J리그 인터내셔널 유스컵 ● 준우승: 2016

숭실대학교 (2018 ~ 2020)
- 춘계대학축구연맹전 ● 준우승: 2020

### 개인 수상
- 전국 초등 축구리그 부산 갈매기 권역 득점왕: 2011
- 전국 중등 축구리그 부산 권역 득점왕: 2014
- K리그 주니어 전기리그 B조 득점왕: 2017
- K리그 주니어 전기리그 B조 베스트 11: 2017
- 춘계대학축구연맹전 우수선수상: 2020

## 참고 자료
- Do ‘U’ Know? (15) 숭실대 강영웅, 부산이 키워낸 '명품 스트라이커' - 한국대학스포츠협의회
- (스카우팅 리포트) 초중고리그 득점왕을 석권한 부산의 히어로, 강영웅 - K League